# Paul Pezet
Pour les articles homonymes, voir Pezet.
Paul Pezet, né le 19 juillet 1848 à Espalion (Aveyron) et mort le 5 juin 1938 à Montpellier (Hérault), est un homme politique français.

## Biographie
Médecin, conseiller municipal de Montpellier et maire de 1901 à 1904, conseiller général, il est député de l'Hérault de 1914 à 1919, inscrit au groupe radical-socialiste.

## Hommages

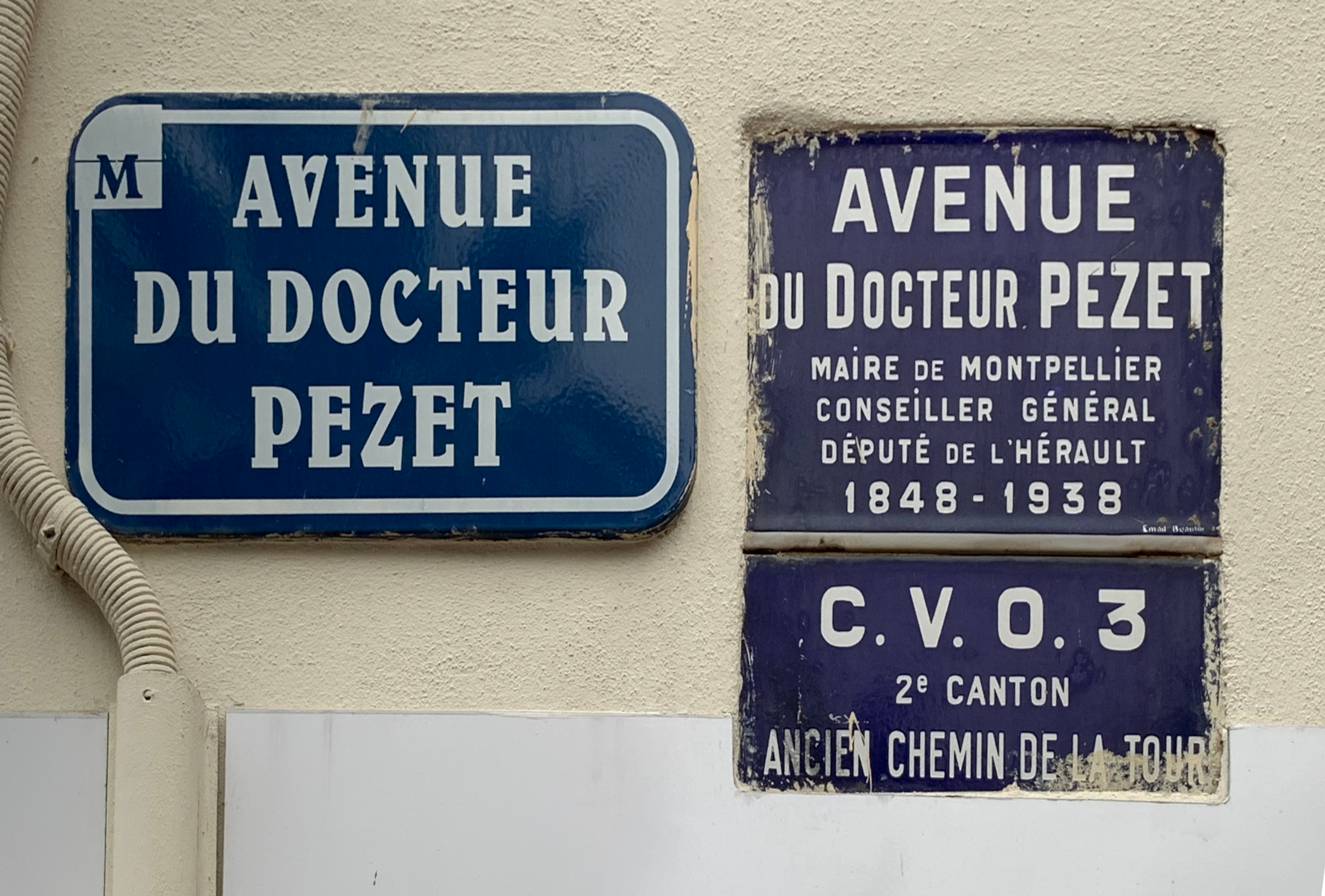
panneaux de l'avenue du Docteur-Pezet.

Il existe une avenue du Docteur-Pezet à Montpellier.

## Source et références
- « Paul Pezet », dans le Dictionnaire des parlementaires français (1889-1940), sous la direction de Jean Jolly, PUF, 1960 [détail de l’édition]

1. ↑  Informations générales : Paul Pezet, publié sur le site de l'Assemblée nationale (consulté le 22 juin 2019)
2. ↑  Les maires dans la Troisième République, publié sur le site de la mairie de Montpellier (consulté le 22 juin 2019)